# Panorpa braueri
Panorpa braueri är en näbbsländeart som beskrevs av Carpenter 1931. Panorpa braueri ingår i släktet Panorpa och familjen skorpionsländor. Inga underarter finns listade i Catalogue of Life.